# كويتشي أي
كويتشي أي (باليابانية:阿江 孝) مواليد 15 أبريل 1976 في هيروشيما، هو لاعب كرة قدم ياباني سابق كان يلعب كحارس مرمى.

## المسيرة الاحترافية

### أندية لعب لها
- نادي غامبا أوساكا
- مونتيديو ياماغاتا

## روابط خارجية
- كويتشي أي على موقع رابطة كرة القدم اليابانية للمحترفين (اليابانية)
- كويتشي أي على موقع عالم كرة القدم.نت (الإنجليزية)